# Tirón (escalada)

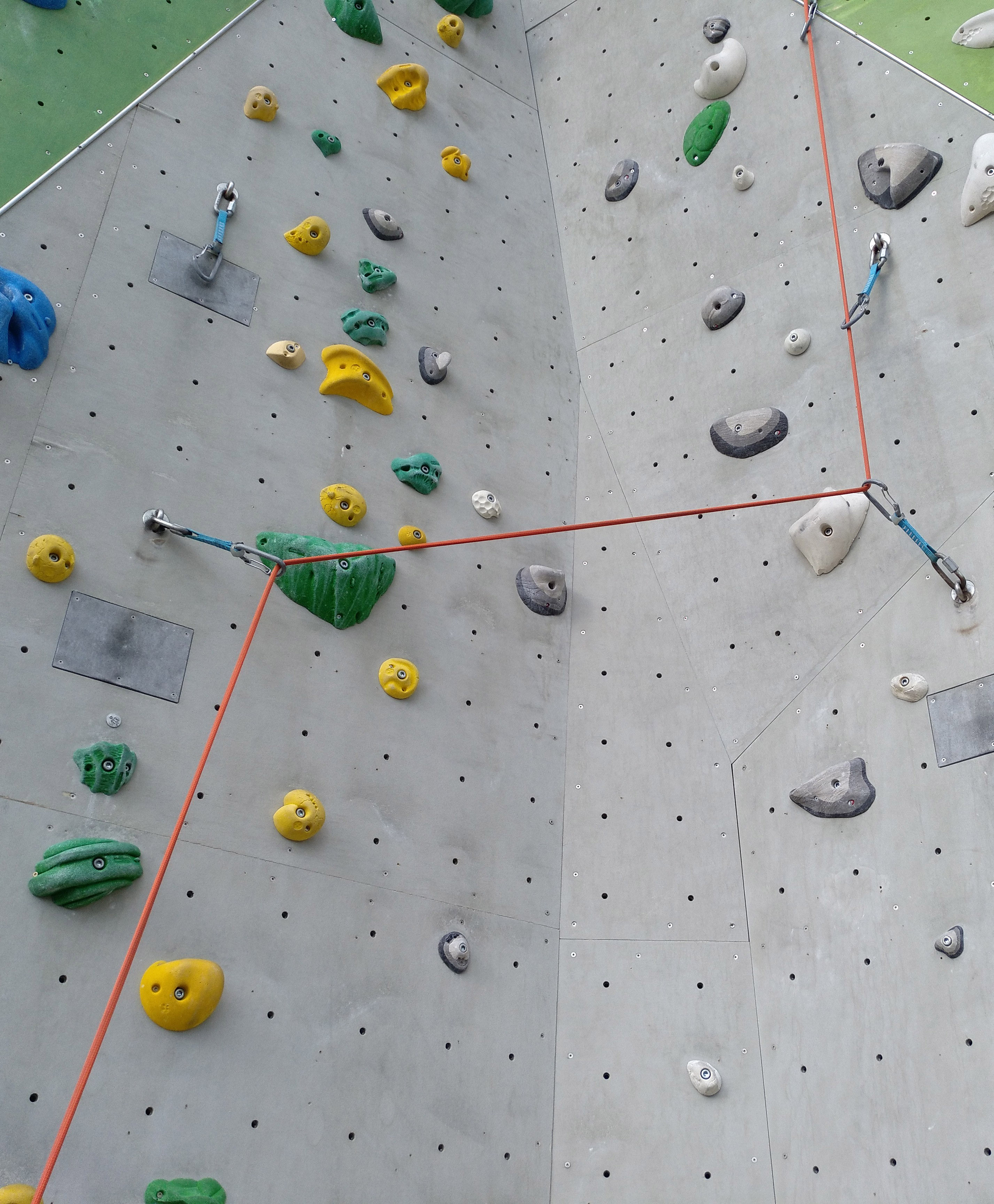
Pared de escalada artificial.

El tirón en escalada es el efecto de fricción o resistencia al deslizamiento que siente el escalador a través de la cuerda cuando no se sigue un camino rectilíneo y se roza la roca con fuerza o los mosquetónes de los extensores o express. Es importante minimizar el tirón, primero para poder escalar más fácilmente (sin forzar la tracción) y luego para reducir el factor de caída. Para hacer esto, se usan cintas express más o menos largas, para reducir los ángulos en los puntos de anclaje (lo que requiere anticipar la ruta de la vía).